# مارك شيرمان
مارك شيرمان (بالإنجليزية: Mark Sherman)‏ هو معلم موسيقى وعازف بيانو أمريكي، ولد في 17 أبريل 1957.

## وصلات خارجية
- مارك شيرمان على موقع ميوزك برينز (الإنجليزية)
- مارك شيرمان على موقع أول ميوزيك (الإنجليزية)
- مارك شيرمان على موقع ديسكوغز (الإنجليزية)